# Fiammamonza 1970 2010-2011
Questa voce raccoglie le informazioni riguardanti la Associazione Sportiva Dilettantistica Fiammamonza 1970 nelle competizioni ufficiali della stagione 2010-2011.

## Divise e sponsor
| Casa | Trasferta |

## Organigramma societario
Area direttiva
- Vicepresidente: Gaetano Galbiati
- Segretario generale: Jana Nováková

Area tecnica
- Allenatore dei portieri: Marco Sironi
- Preparatore atletico: Lorenzo Gironi

## Rosa
Rosa aggiornata alla fine della stagione.
| N. |                    | Ruolo | Calciatrice            |
| -- | ------------------ | ----- | ---------------------- |
|    | Italia (bandiera)  | P     | Silvia Bovari          |
|    | Italia (bandiera)  | P     | Veronica Brilli        |
|    | Italia (bandiera)  | C     | Francesca Bruno        |
|    | Italia (bandiera)  | A     | Michela Cambiaghi      |
|    | Italia (bandiera)  | D     | Maria Teresa Capovilla |
|    | Italia (bandiera)  | D     | Corinne Cereda         |
|    | Italia (bandiera)  | D     | Lidia Cereda           |
|    | Italia (bandiera)  | C     | Chiara Di Natale       |
|    | Italia (bandiera)  | A     | Francesca Fili         |
|    | Brasile (bandiera) | A     | Mariane Gaburro        |
|    | Italia (bandiera)  | D     | Elisa Galbiati         |
|    | Italia (bandiera)  | P     | Gloria Gelosa          |
|    | Italia (bandiera)  | D     | Elena Gerosa           |

| N. |                   | Ruolo | Calciatrice       |
| -- | ----------------- | ----- | ----------------- |
|    | Italia (bandiera) | C     | Marina Grosso     |
|    | Italia (bandiera) | C     | Giulia Marconi    |
|    | Italia (bandiera) | C     | Gaia Missaglia    |
|    | Italia (bandiera) | D     | Federica Moroni   |
|    | Italia (bandiera) | A     | Silvia Piccini    |
|    | Italia (bandiera) | C     | Ester Postiglione |
|    | Italia (bandiera) | C     | Cecilia Re        |
|    | Italia (bandiera) | D     | Ambra Stefanoni   |
|    | Italia (bandiera) | D     | Elisa Straniero   |
|    | Italia (bandiera) | A     | Valentina Velati  |
|    | Italia (bandiera) | P     | Chiara Vignati    |
|    | Italia (bandiera) | A     | Veronica Vinci    |
|    | Italia (bandiera) | D     | Paola Zambetti    |

## Risultati

### Serie A2 - Girone A

#### Girone di andata
| Monza 26 settembre 2010, ore 15:00 CEST 1ª giornata                       | Fiammamonza | 2 – 1 referto | Olbia | Stadio Gino Alfonso Sada |
| \| \| \| \| \| Gaburro 45’ Postiglione 80’ \| Marcatori \| 26’ Campesi \| |             |               |       |                          |
|                                                                           |             |               |       |                          |
| Gaburro 45’ Postiglione 80’                                               | Marcatori   | 26’ Campesi   |       |                          |

| Chiavari 10 ottobre 2010, ore 15:00 CEST 2ª giornata                             | Entella   | 0 – 5 referto                                  | Fiammamonza | Stadio Angelo Daneri |
| \| \| \| \| \| \| Marcatori \| 3’, 39’ Velati 44’ Moroni 46’ Missaglia 55’ Re \| |           |                                                |             |                      |
|                                                                                  |           |                                                |             |                      |
|                                                                                  | Marcatori | 3’, 39’ Velati 44’ Moroni 46’ Missaglia 55’ Re |             |                      |

| Monza 17 ottobre 2010, ore 15:00 CEST 3ª giornata | Fiammamonza | 0 – 2 referto   | ACF Milan | Stadio Gino Alfonso Sada |
| \| \| \| \| \| \| Marcatori \| 1’, 33’ Adegoke \| |             |                 |           |                          |
|                                                   |             |                 |           |                          |
|                                                   | Marcatori   | 1’, 33’ Adegoke |           |                          |

| Cuneo 31 ottobre 2010, ore 14:30 CEST 4ª giornata                           | Cuneo San Rocco | 1 – 3 referto                   | Fiammamonza | Stadio Fratelli Paschiero |
| \| \| \| \| \| Sechi 21’ \| Marcatori \| 20’ Velati 75’ Gaburro 90+2’ Re \| |                 |                                 |             |                           |
|                                                                             |                 |                                 |             |                           |
| Sechi 21’                                                                   | Marcatori       | 20’ Velati 75’ Gaburro 90+2’ Re |             |                           |

| Monza 7 novembre 2010, ore 14:30 CEST 5ª giornata                     | Sestrese Multedo | 2 – 1 referto | Fiammamonza | Stadio Gino Alfonso Sada |
| \| \| \| \| \| Paggini 40’ Cagnoni 80’ \| Marcatori \| 63’ Marconi \| |                  |               |             |                          |
|                                                                       |                  |               |             |                          |
| Paggini 40’ Cagnoni 80’                                               | Marcatori        | 63’ Marconi   |             |                          |

| Monza 14 novembre 2010, ore 14:30 CEST 6ª giornata                                               | Fiammamonza | 1 – 4 referto                                       | Atalanta | Stadio Gino Alfonso Sada |
| \| \| \| \| \| Velati 25’ \| Marcatori \| 3’ Giacinti 70’ Ramera 71’ Scarpellini 76’ Frigerio \| |             |                                                     |          |                          |
|                                                                                                  |             |                                                     |          |                          |
| Velati 25’                                                                                       | Marcatori   | 3’ Giacinti 70’ Ramera 71’ Scarpellini 76’ Frigerio |          |                          |

| Alessandria 7 novembre 2010, ore 14:30 CEST 7ª giornata                        | Alessandria | 3 – 2 referto  | Fiammamonza | Stadio Roberto Cattaneo |
| \| \| \| \| \| Draghi 21’ Marafioti 85’, 90’ \| Marcatori \| 4’, 60’ Velati \| |             |                |             |                         |
|                                                                                |             |                |             |                         |
| Draghi 21’ Marafioti 85’, 90’                                                  | Marcatori   | 4’, 60’ Velati |             |                         |

| Monza 14 novembre 2010, ore 14:30 CEST 8ª giornata         | Fiammamonza | 1 – 1 referto  | Como 2000 | Stadio Gino Alfonso Sada |
| \| \| \| \| \| Bruno 49’ \| Marcatori \| 53’ Ambrosetti \| |             |                |           |                          |
|                                                            |             |                |           |                          |
| Bruno 49’                                                  | Marcatori   | 53’ Ambrosetti |           |                          |

| Oristano 19 dicembre 2010, ore 14:30 CEST 9ª giornata | Allservicesystem Oristano | 0 – 1 referto | Fiammamonza | Stadio Tharros |
| \| \| \| \| \| \| Marcatori \| 73’ Velati \|          |                           |               |             |                |
|                                                       |                           |               |             |                |
|                                                       | Marcatori                 | 73’ Velati    |             |                |

| Monza 23 gennaio 2011, ore 14:30 CEST 10ª giornata | Fiammamonza | 1 – 3 referto   | Tradate Abbiate | Stadio Gino Alfonso Sada |
| \| \| \| \| \| Velati 13’ \| Marcatori \| \|       |             |                 |                 |                          |
|                                                    |             |                 |                 |                          |
| Velati 13’                                         | Marcatori   | Gol · Gol · Gol |                 |                          |

| Arbitro: | Gualtieri (Asti) |

|           |           |           |
| Falbo 62’ | Marcatori | 9’ Velati |

#### Girone di ritorno
| Arbitro: | Papalini (Nuoro) |

|                                 |           |                   |
| Cuccu 71’ (rig.) Ambrosio 90+2’ | Marcatori | 37’ (aut.) Catgiu |

| Arbitro: | Liguori (Bergamo) |

|                              |           |           |
| Zambetti 45’ Postiglione 88’ | Marcatori | 11’ Basso |

| Arbitro: | Pezzi (Lodi) |

|                                  |           |  |
| Cama 26’ Brutti 33’ Franchin 70’ | Marcatori |  |

| Monza 20 marzo 2011, ore 15:00 CEST 15ª giornata                              | Fiammamonza | 1 – 3 referto                     | Cuneo San Rocco | Stadio Gino Alfonso Sada |
| \| \| \| \| \| Velati 4’ \| Marcatori \| 10’ Luciano 61’ Figone 67’ Allena \| |             |                                   |                 |                          |
|                                                                               |             |                                   |                 |                          |
| Velati 4’                                                                     | Marcatori   | 10’ Luciano 61’ Figone 67’ Allena |                 |                          |

| Monza 27 marzo 2011, ore 15:00 CEST 16ª giornata                            | Fiammamonza | 1 – 2 referto             | Sestrese Multedo | Stadio Gino Alfonso Sada |
| \| \| \| \| \| Cambiaghi 90+3’ \| Marcatori \| 57’ Cagnoni 87’ Coppolino \| |             |                           |                  |                          |
|                                                                             |             |                           |                  |                          |
| Cambiaghi 90+3’                                                             | Marcatori   | 57’ Cagnoni 87’ Coppolino |                  |                          |

| Almenno San Salvatore 3 aprile 2011, ore 15:00 CEST 17ª giornata | Atalanta  | 2 – 0 referto | Fiammamonza | Campo sportivo comunale |
| \| \| \| \| \| Giacinti 75’ Ramera 86’ \| Marcatori \| \|        |           |               |             |                         |
|                                                                  |           |               |             |                         |
| Giacinti 75’ Ramera 86’                                          | Marcatori |               |             |                         |

| Monza 10 aprile 2011, ore 15:00 CEST 18ª giornata             | Fiammamonza | 0 – 2 referto               | Alessandria | Stadio Gino Alfonso Sada |
| \| \| \| \| \| \| Marcatori \| 35’ Rigolino 43’ Montecucco \| |             |                             |             |                          |
|                                                               |             |                             |             |                          |
|                                                               | Marcatori   | 35’ Rigolino 43’ Montecucco |             |                          |

| Como 17 aprile 2011, ore 15:00 CEST 19ª giornata                                                 | Como 2000 | 5 – 0 referto | Fiammamonza | Stadio comunale Belvedere |
| \| \| \| \| \| Pellizzoni 5’ Cascarano 28’ Carminati 33’ Erba 55’ Coppola 88’ \| Marcatori \| \| |           |               |             |                           |
|                                                                                                  |           |               |             |                           |
| Pellizzoni 5’ Cascarano 28’ Carminati 33’ Erba 55’ Coppola 88’                                   | Marcatori |               |             |                           |

| Arbitro: | Zingrillo (Monza Brianza) |

|               |           |                                |
| Re 54’ (rig.) | Marcatori | 61’ (aut.) C. Cereda 74’ Pinna |

| Arbitro: | Di Nardo (Lodi) |

|                          |           |                             |
| Marsico 35’ Guidetti 85’ | Marcatori | 23’ Cambiaghi 76’ Missaglia |

| Monza 15 maggio 2011, ore 15:00 CEST 22ª giornata                                  | Fiammamonza | 4 – 1 referto | Juventus Torino | Stadio Gino Alfonso Sada |
| \| \| \| \| \| Gaburro 28’, 46’, 54’ L. Cereda 89’ \| Marcatori \| 90+3’ Moscia \| |             |               |                 |                          |
|                                                                                    |             |               |                 |                          |
| Gaburro 28’, 46’, 54’ L. Cereda 89’                                                | Marcatori   | 90+3’ Moscia  |                 |                          |

### Coppa Italia
| Monza 5 settembre 2010, ore --:-- CEST Primo turno - Andata | Fiammamonza | 1 – 1 | Real Meda | Stadio Gino Alfonso Sada |

| 12 settembre 2010, ore --:-- CEST Primo turno - Ritorno | Real Meda | 1 – 2 | Fiammamonza |  |

| Como 19 settembre 2010, ore --:-- CEST Secondo turno | Como 2000 | 6 – 0 | Fiammamonza | Stadio comunale Belvedere |

## Statistiche

### Statistiche di squadra
| Competizione | Punti | In casa | In casa | In casa | In casa | In casa | In casa | In trasferta | In trasferta | In trasferta | In trasferta | In trasferta | In trasferta | Totale | Totale | Totale | Totale | Totale | Totale | DR  |
| Competizione | Punti | G       | V       | N       | P       | Gf      | Gs      | G            | V            | N            | P            | Gf           | Gs           | G      | V      | N      | P      | Gf     | Gs     | DR  |
| ------------ | ----- | ------- | ------- | ------- | ------- | ------- | ------- | ------------ | ------------ | ------------ | ------------ | ------------ | ------------ | ------ | ------ | ------ | ------ | ------ | ------ | --- |
| Serie A2     | 21    | 11      | 3       | 1       | 7       | 14      | 22      | 11           | 3            | 2            | 6            | 16           | 21           | 22     | 6      | 3      | 13     | 30     | 43     | -13 |
| Coppa Italia | .     | 1       | 0       | 1       | 0       | 1       | 1       | 2            | 1            | 0            | 1            | 2            | 7            | 3      | 1      | 1      | 1      | 3      | 8      | -5  |
| Totale       | 21    | 12      | 3       | 2       | 7       | 15      | 23      | 13           | 4            | 2            | 7            | 18           | 28           | 25     | 7      | 4      | 14     | 33     | 51     | -18 |

### Andamento in campionato
| Giornata  | 1 | 2 | 3 | 4 | 5 | 6 | 7 | 8 | 9 | 10 | 11 | 12 | 13 | 14 | 15 | 16 | 17 | 18 | 19 | 20 | 21 | 22 |
| --------- | - | - | - | - | - | - | - | - | - | -- | -- | -- | -- | -- | -- | -- | -- | -- | -- | -- | -- | -- |
| Luogo     | C | T | C | T | T | C | T | C | T | C  | T  | T  | C  | T  | C  | C  | T  | C  | T  | C  | T  | C  |
| Risultato | V | V | P | V | P | P | P | N | V | P  | N  | P  | V  | P  | P  | P  | P  | P  | P  | P  | N  | V  |
| Posizione |   |   |   |   |   |   |   |   |   |    |    |    |    |    |    |    |    |    |    |    |    | 10 |

Legenda:

Luogo: C = Casa; T = Trasferta. Risultato: V = Vittoria; N = Pareggio; P = Sconfitta.

### Statistiche delle giocatrici
Presenze e reti.
| Giocatore      | Serie A2 | Serie A2 | Serie A2    | Serie A2   | Coppa Italia | Coppa Italia | Coppa Italia | Coppa Italia | Totale   | Totale | Totale      | Totale     |
| Giocatore      | Presenze | Reti     | Ammonizioni | Espulsioni | Presenze     | Reti         | Ammonizioni  | Espulsioni   | Presenze | Reti   | Ammonizioni | Espulsioni |
| -------------- | -------- | -------- | ----------- | ---------- | ------------ | ------------ | ------------ | ------------ | -------- | ------ | ----------- | ---------- |
| S. Bovari      | 1        | -1       | 0           | 0          | 0            | 0            | 0            | 0            | 1        | -1     | 0           | 0          |
| V. Brilli      | 4        | -5       | 0           | 0          | 0            | 0            | 0            | 0            | 4        | -5     | 0           | 0          |
| F. Bruno       | 20       | 1        | 0           | 0          | 0            | 0            | 0            | 0            | 20       | 1      | 0           | 0          |
| M. Cambiaghi   | 6        | 2        | 0           | 0          | 0            | 0            | 0            | 0            | 6        | 2      | 0           | 0          |
| T.M. Capovilla | 5        | 0        | 0           | 0          | 0            | 0            | 0            | 0            | 5        | 0      | 0           | 0          |
| C. Cereda      | 20       | 0        | 3           | 0          | 0            | 0            | 0            | 0            | 20       | 0      | 3           | 0          |
| L. Cereda      | 20       | 1        | 2           | 0          | 0            | 0            | 0            | 0            | 20       | 1      | 2           | 0          |
| C. Di Natale   | 8        | 0        | 0           | 0          | 0            | 0            | 0            | 0            | 8        | 0      | 0           | 0          |
| F. Fili        | 1        | 0        | 0           | 0          | 0            | 0            | 0            | 0            | 1        | 0      | 0           | 0          |
| M. Gaburro     | 21       | 5        | 3           | 0          | 0            | 0            | 0            | 0            | 21       | 5      | 3           | 0          |
| E. Galbiati    | 21       | 0        | 3           | 0          | 0            | 0            | 0            | 0            | 21       | 0      | 3           | 0          |
| G. Gelosa      | 7        | -14      | 1           | 0          | 0            | 0            | 0            | 0            | 7        | -14    | 1           | 0          |
| E. Gerosa      | 4        | 0        | 0           | 0          | 0            | 0            | 0            | 0            | 4        | 0      | 0           | 0          |
| M. Grosso      | 1        | 0        | 0           | 0          | 0            | 0            | 0            | 0            | 1        | 0      | 0           | 0          |
| G. Marconi     | 13       | 1        | 0           | 0          | 0            | 0            | 0            | 0            | 13       | 1      | 0           | 0          |
| G. Missaglia   | 22       | 2        | 2           | 0          | 0            | 0            | 0            | 0            | 22       | 2      | 2           | 0          |
| F. Moroni      | 22       | 1        | 0           | 0          | 0            | 0            | 0            | 0            | 22       | 1      | 0           | 0          |
| S. Piccini     | 5        | 0        | 0           | 0          | 0            | 0            | 0            | 0            | 5        | 0      | 0           | 0          |
| E. Postiglione | 20       | 2        | 0           | 0          | 0            | 0            | 0            | 0            | 20       | 2      | 0           | 0          |
| C. Re          | 16       | 3        | 0           | 0          | 0            | 0            | 0            | 0            | 16       | 3      | 0           | 0          |
| A. Stefanoni   | 3        | 0        | 0           | 0          | 0            | 0            | 0            | 0            | 3        | 0      | 0           | 0          |
| E. Straniero   | 19       | 0        | 0           | 0          | 0            | 0            | 0            | 0            | 19       | 0      | 0           | 0          |
| V. Velati      | 15       | 10       | 1           | 0          | 0            | 0            | 0            | 0            | 15       | 10     | 1           | 0          |
| C. Vignati     | 12       | -23      | 0           | 0          | 0            | 0            | 0            | 0            | 12       | -23    | 0           | 0          |
| V. Vinci       | 0        | 0        | 0           | 0          | 0            | 0            | 0            | 0            | 0        | 0      | 0           | 0          |
| P. Zambetti    | 18       | 1        | 2           | 1          | 0            | 0            | 0            | 0            | 18       | 1      | 2           | 1          |